# Ricordati di guardare la luna
Ricordati di guardare la luna è un romanzo scritto da Nicholas Sparks, pubblicato dall'editore Frassinelli.

## Trama
Questa storia d'amore vede come protagonisti due giovani, John Tyree e Savannah Lynn Curtis.
John vive con il padre (la madre se n'è andata quando era bambino) in un paese della Carolina del Nord. Ha un'adolescenza ribelle e burrascosa e il rapporto con il padre non è perfetto; quest'ultimo ha una vita molto monotona ed è un grande appassionato di numismatica. Per controllare la sua inquietudine giovanile, John decide di farsi volontario nell'esercito degli Stati Uniti e, dopo un intenso addestramento a Fort Benning, viene assegnato nella 1ª Divisione di Fanteria di stanza in Germania, oltre oceano. Quando torna a casa in licenza, trascorre buona parte del suo tempo facendo surf. Durante una di queste licenze, mentre si riposa seduto sul molo, incontra un gruppo di ragazzi e ragazze che scherzano tra loro. Quando la borsa di una ragazza finisce in acqua, John si tuffa prontamente per recuperarla.
A questo punto avviene il fatidico incontro con Savannah, una giovane studentessa, dolce, carina e molto religiosa. Scatta subito il classico «colpo di fulmine»: i due trascorrono insieme buona parte del tempo, ma dopo due settimane John deve ripartire e si ripromettono di scriversi e telefonarsi appena hanno del tempo libero.
Dopo un anno John torna finalmente a casa in licenza e può trascorrere molto tempo insieme a Savannah. Al momento di salutarsi lui le annuncia che manca poco al suo congedo: la loro felicità è alle stelle pensando che tra pochi mesi saranno finalmente insieme per sempre, ma l'11 settembre 2001 gli Stati Uniti sono colpiti da un grave attentato e John decide di riconfermare la ferma per altri due anni. All'inizio Savannah è molto orgogliosa del suo John, ma il tempo passa e la lontananza comincia a pesarle, passa buona parte del suo tempo con Tim, un caro amico di cui finisce per innamorarsi.
Lo fa sapere a John e da allora non si sentono più. Passano alcuni anni e John viene richiamato in patria perché il padre sta male e dopo un po' di tempo muore. Dopo l'accaduto sente il bisogno di rivedere Savannah e scopre che è sposata con Tim, che Tim è ammalato e la sua unica speranza di sopravvivere è quella di trovare i fondi per una cura molto costosa. John decide di vendere tutta la collezione di monete che suo padre gli aveva lasciato in eredità e di darne il ricavato a Tim in beneficenza anonima per curarsi. John e Savannah si rendono conto di amarsi ancora molto, ma il destino ha scelto per loro strade diverse.

## Adattamento cinematografico
Il 5 febbraio 2010 è uscito negli Stati Uniti un adattamento cinematografico del romanzo, diretto da Lasse Hallström ed interpretato da Channing Tatum e Amanda Seyfried, nei ruoli di John e Savannah.

## Edizioni
- Sparks, Nicholas, Ricordati di guardare la luna, traduzione di Alessandra Petrelli, Frassinelli, 2007,  p. 308, ISBN 978-88-7684-975-6.